# Klenovec Humski
Klenovec Humski falu Horvátországban Krapina-Zagorje megyében. Közigazgatásilag Hum na Sutlihoz tartozik.

## Fekvése
Krapinától 13 km-re északnyugatra, községközpontjától 3 km-re délkeletre a szlovén határ  közelében fekszik.

## Története
Közvetlenül a falu mellett találhatók Orbolcnak (horvátul Vrbovecnek), a horvát Zagorje egyik legősibb várának maradványai. A vár a 13. században már állt, valószínűleg a tatárjárást követően épült. A Celjét Korponával összekötő utat, valamint a Sutla völgyét és átkelőhelyét őrizte. 1267-ben még nemesi előnévben szerepel a neve. 1269-ben az orbolci archdiakonátus (főesperesség) központjaként említik, tehát nemcsak uradalmi, hanem egyházi központ is volt. Ebben az időben a Sutla völgyétől Stájerországig a legjelentősebb erősségnek számított. 1397-től a Cilleiek birtoka volt. A korabeli történeti források alapján története 1267-től 1497-ig követhető nyomon. Pusztulásának oka ismeretlen, ezt követően feledésbe merült. Az uradalom székhelye Nagy- és Kistaborba került át. A 19. században Kistabor (Mali Tabor) birtokosa az ír származású Jakov Kawanagh kezdett érdeklődni a Veliki Gradiš, vagy más néven Veliko Gradišće hegyen található maradványok után és ő végezte itt az első feltárást, amelyről azonban nem maradtak fenn adatok.
A településnek 1857-ben 332, 1910-ben 433 lakosa volt. Trianonig Varasd vármegye Pregradai járásához tartozott. 2001-ben 423 lakosa volt.

## Nevezetességei
Orbolc (Vrbovec) középkori várának maradványai tulajdonképpen két közeli magaslaton, a Malo és Veliko Gradišon találhatók. A romokat 1987 és 1994 között és 2001-ben tárták fel. A feltárás során a védőfalak és az épületek csekély maradványai mellett számos cserépmaradvány, fegyverek kerültek elő. A belső vár a Veliko Gradišon, egy 273 méteres magaslaton áll. Ezt a középső vár köti össze a déli vár részével, mely a 279 méteres Malo Gradison állt, de nyoma is alig maradt. 